# Активни државни саветник
Активни тајни савјетник (рус. действительный тайный советник) је био грађански чин II класе у Табели рангова Руске Империје. Одговарао је чиновима генерала и адмирала.
Лица која су имала тај чин су вршила високе државне дужности. У Правитељствујушчем сенату их је било највише. Важно је напоменути, да није сваки министар, нарочито на почетку свога министарског стажа, имао тај чин. Сви активни тајни савјетници, без изузетка, живјели су и служили у Санкт Петербургу у главним државним установама — Државном савјету и министарствима.